# Spider-Man 2 (computerspel uit 2023)
Spider-Man 2 (ook bekend als Marvel's Spider-Man 2) is een action-adventurespel ontwikkeld door Insomniac Games. Het spel is uitgegeven door Sony Interactive Entertainment en kwam op 20 oktober 2023 uit voor de PlayStation 5.
Spider-Man is gebaseerd op de gelijknamige superheld van Marvel Comics.
Het spel werd met 5 miljoen exemplaren het bestverkochte computerspel voor de PlayStation 5.

## Plot
Het verhaal van Marvels Spider-Man 2 vloeit voort uit de twee voorgaande spellen en speelt zich 9 maanden na de gebeurtenissen van Miles Morales af. Het openwereldspel is opnieuw een fictieve versie van New York waarin de speler vanuit een derdepersoonsperspectief speelt.

## Ontvangst
| Recensiescore       | Recensiescore |
| Recensieverzamelaar | Score         |
| ------------------- | ------------- |
| Metacritic          | 90%           |
| Publicist           | Score         |
| Destructoid         | 9             |
| Eurogamer           | 4/5           |
| Famitsu             | 38/40         |
| Game Informer       | 9,5           |
| GameSpot            | 8             |
| IGN                 | 8             |

Spider-Man 2 is hoofdzakelijk positief beoordeeld door recensenten. Men prees de sfeer in het spel, de personages, gameplay en missies. Enige kritiek was er op de repetitieve taken in het spel.
Het spel heeft een score van 90% op recensieverzamelaar Metacritic.